# Skrapits László
Skrapits László (Szombathely, 1956. május 8. –) Feleki László-díjas (1999) magyar sportújságíró.

## Élete
Születi Skrapits Mátyás és Paula voltak.
1976-1981 között az ELTE BTK orosz-szerbhorvát szakos hallgatója volt.
1981-1982 között az ELTE BTK könyvtárosa volt. 1982-2000 között a Népsport illetve a Nemzeti Sport munkatársa, 1987-1989 között rovatvezető-helyettese, 1989-1995 között olvasószerkesztője, 1995-1999 között szerkesztője, 1999-2000 között pedig főszerkesztő-helyettese volt. 2000-2001 között a Színes Sport főszerkesztő-helyettese, majd a Nemzeti Sport vezető olvasószerkesztője volt.